# Linnéa Edgren
Syster Linnéa Edgren, född Spångberg 11 mars 1904 i Ludvika, död 23 maj 1981 i Bromma, var en svensk skådespelare.
Edgren filmdebuterade 1927 i Spökbaronen och kom att medverka i sex filmer. Hon var från 1927 gift med regissören Gustaf Edgren.

## Filmografi
- 1927 – Spökbaronen
- 1928 – Svarte Rudolf
- 1932 – Värmlänningarna
- 1935 – Valborgsmässoafton
- 1936 – Johan Ulfstjerna
- 1959 – För katten